# ستيلا دياز
ستيلا دياز (بالإنجليزية: Stella Díaz)‏ هي عارضة أمريكية، ولدت في 14 ديسمبر 1984 في بورتوريكو في الولايات المتحدة.